# Nastocerus longicollis
Nastocerus longicollis är en skalbaggsart som först beskrevs av Leon Fairmaire 1901.  Nastocerus longicollis ingår i släktet Nastocerus och familjen långhorningar.
Artens utbredningsområde är Madagaskar. Inga underarter finns listade i Catalogue of Life.